# كيفن بارون
كيفن بارون (بالإنجليزية: Kevin Baron)‏ (19 يوليو 1926 ببرستون في المملكة المتحدة - 5 يونيو 1971 بإبسوتش في المملكة المتحدة) هو لاعب كرة قدم بريطاني (وحمل سابقاً جنسية المملكة المتحدة لبريطانيا العظمى وأيرلندا) في مركز الهجوم. لعب مع إبسفليت يونايتد ونادي ساوثيند يونايتد ونادي ليفربول ونادي نورثامبتون تاون وBedford Town F.C. ‏ ونادي ألدرشوت ونادي كامبريدج ستي وMaldon & Tiptree F.C. ‏ وWisbech Town F.C. ‏.

## وصلات خارجية
- كيفن بارون على موقع قاعدة بيانات كرة القدم.إي يو (الإنجليزية)